# Platactis hormathota
Platactis hormathota är en fjärilsart som beskrevs av Edward Meyrick 1911. Platactis hormathota ingår i släktet Platactis och familjen praktmalar, Oecophoridae. Inga underarter finns listade i Catalogue of Life.